# Vila Nova da Rainha (Azambuja)
Vila Nova da Rainha ist eine Ortschaft und Gemeinde in Portugal. Sie liegt etwa 35 km nordöstlich der Hauptstadt Lissabon.

## Geschichte
Der spätere portugiesische Heerführer Nuno Álvares Pereira heiratete siebzehnjährig hier Leonor de Alvim im Jahr 1377.
Der Ort beherbergte eine der frühesten staatlichen Flugschulen des Landes. Die Escola Militar de Aviação wurde 1915 eröffnet und galt bis 1920 die wichtigste Schule ihrer Art in Portugal. Danach wurde die Einrichtung umfunktioniert.
Am 12. Juli 2001 wurde der Ort zur Kleinstadt (Vila) erhoben.

## Verwaltung
Vila Nova da Rainha ist Sitz der gleichnamigen Gemeinde (Freguesia) im Kreis Azambuja im Distrikt Lissabon. In ihr leben 973 Einwohner auf einer Fläche von 973 km² (Stand 19. April 2021).
Die Gemeinde besteht nur aus dem gleichnamigen Ort.

## Verkehr
Vila Nova da Rainha liegt mit eigenem Haltepunkt an der Linha do Norte, der wichtigsten Eisenbahnstrecke des Landes. Es halten jedoch keine Fernzüge wie Alfa Pendular oder Intercidades hier, der Haltepunkt wird nur von Regionalbahnen angefahren.
Die Nationalstraße N3 quert den Ort und führt zudem zum nahen Anschlusspunkt Nr. 4 (bei Carregado) der Autobahn A1.